# Sobieski (wódka)

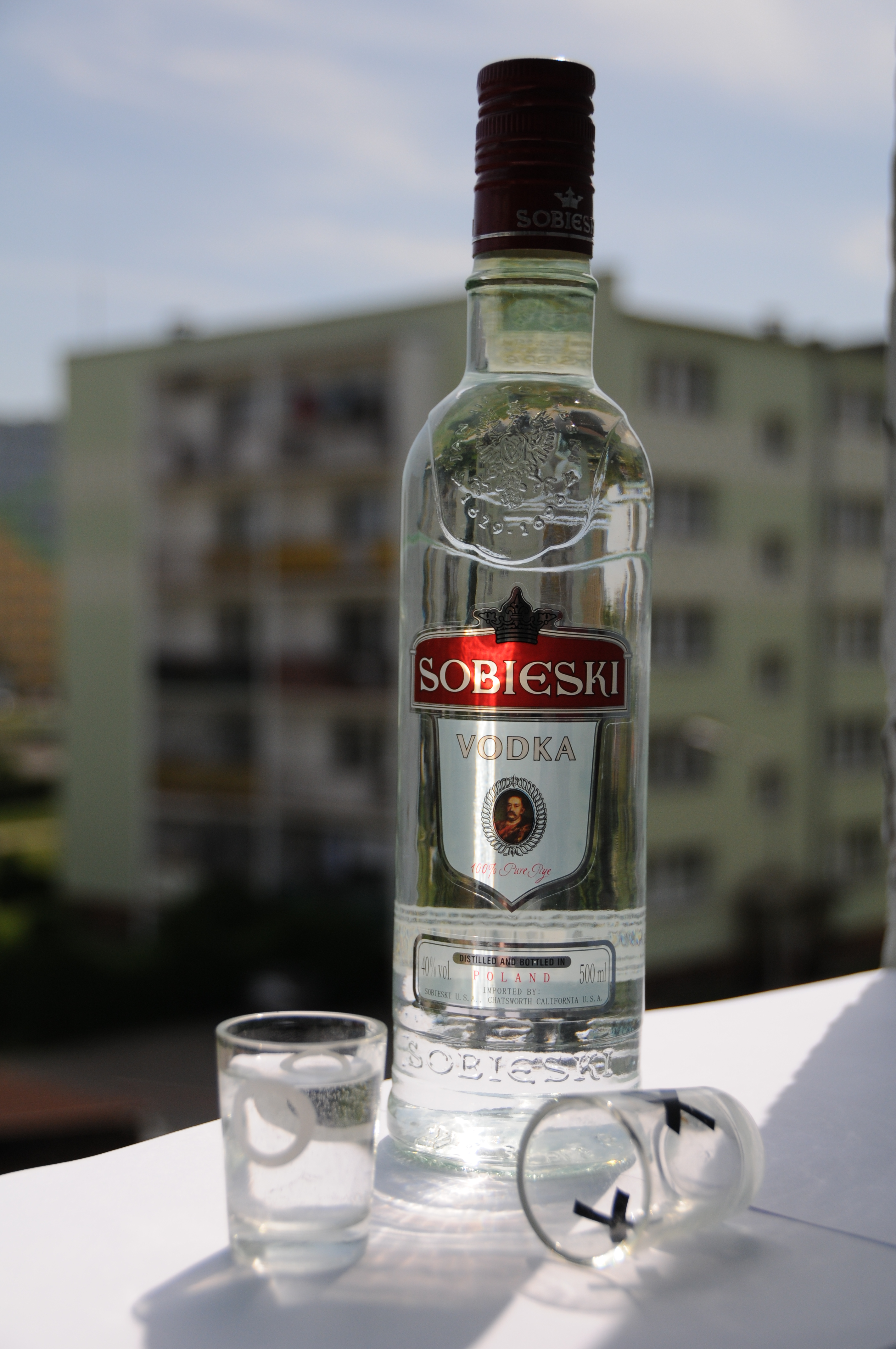
Sobieski

Sobieski – polska czysta wódka zbożowa, o zawartości alkoholu 40%. Marka należy do grupy Premium Distilers.

## Opis
Nazwa wódki pochodzi od Jana III Sobieskiego, siedemnastowiecznego króla polskiego i dowódcy wojskowego, który wsławił się w całej Europie jako wybitny dowódca podczas Odsieczy Wiedeńskiej w 1683 roku. Wódka dostępna jest w czterech podstawowych pojemnościach 0,2 l, 0,5 l, 0,7 l i 1,0 l.  Występuje również w odmianach smakowych: karmel, mandarynka, esperesso i żurawina.
Wódka Sobieski wytwarzana jest nieprzerwanie od 1998 roku w Polsce. Obecnie produkowana jest w Destylarni Sobieski w Starogardzie Gdańskim i eksportowana do ok. 100 krajów na całym świecie.

## Nagrody dla wódki Sobieski
SIP Award 2017 Packaging and Design Category
- Platynowa nagroda dla czystej wódki Sobieski
- Złoty medal dla wódki Sobieski Estate

San Francisco World Spirit Competition 2016
- Podwójny złoty medal dla wódki Sobieski - wyniki konkursu oparte na ślepych testów smaku,
- Srebrny medal dla wódki Sobieski Estate w kategorii wódek,
- Srebrny medal dla wódki Sobieski o smaku pomarańczowym w kategorii wódek smakowych,
- Brązowy medal dla wódki Sobieski o smaku cytrynowym, malinowym i waniliowym w kategorii wódek smakowych.

The Fifty Best 2015
- Złoty medal dla wódki Sobieski o smaku pomarańczowym, malinowym i waniliowym w kategorii wódek smakowych - wyniki konkursu oparte na ślepych testach smaku.

The Spirits Business UK 2014
- Złoty medal dla czystej wódki Sobieski

2007 The Beverage Tasting Institute
- Pierwsze miejsce spośród 108 wódek zgłoszonych do konkursu organizowanego przez The Beverage Tasting Institute. Zwycięzcy byli wyłaniani na podstawie ślepych testów smakowych.